# Mathea (Sängerin)/Diskografie
Diese Diskografie ist eine Übersicht über die musikalischen Werke der österreichischen Popsängerin Mathea. Den Schallplattenauszeichnungen zufolge verkaufte sie bisher mehr als 320.000 Tonträger. Ihre erfolgreichste Veröffentlichung ist die Debütsingle 2× mit über 260.000 verkauften Einheiten.

## Alben

### Studioalben
| Jahr | Titel Musiklabel      | Höchstplatzierung, Gesamtwochen, AuszeichnungChartplatzierungen (Jahr, Titel, Musiklabel, Platzierungen, Wochen, Auszeichnungen, Anmerkungen) | Höchstplatzierung, Gesamtwochen, AuszeichnungChartplatzierungen (Jahr, Titel, Musiklabel, Platzierungen, Wochen, Auszeichnungen, Anmerkungen) | Höchstplatzierung, Gesamtwochen, AuszeichnungChartplatzierungen (Jahr, Titel, Musiklabel, Platzierungen, Wochen, Auszeichnungen, Anmerkungen) | Anmerkungen                       |
| Jahr | Titel Musiklabel      | DE | AT | CH | Anmerkungen                       |
| ---- | --------------------- | --- | --- | --- | --------------------------------- |
| 2020 | M 1998 Records (Sony) | DE35 (1 Wo.)DE | AT4 (15 Wo.)AT | — | Erstveröffentlichung: 1. Mai 2020 |

### EPs
| Jahr | Titel Musiklabel            | Höchstplatzierung, Gesamtwochen, AuszeichnungChartplatzierungen (Jahr, Titel, Musiklabel, Platzierungen, Wochen, Auszeichnungen, Anmerkungen) | Höchstplatzierung, Gesamtwochen, AuszeichnungChartplatzierungen (Jahr, Titel, Musiklabel, Platzierungen, Wochen, Auszeichnungen, Anmerkungen) | Höchstplatzierung, Gesamtwochen, AuszeichnungChartplatzierungen (Jahr, Titel, Musiklabel, Platzierungen, Wochen, Auszeichnungen, Anmerkungen) | Anmerkungen                              |
| Jahr | Titel Musiklabel            | DE | AT | CH | Anmerkungen                              |
| ---- | --------------------------- | --- | --- | --- | ---------------------------------------- |
| 2019 | M1 Earcandy Recordings (ER) | — | AT42 (1 Wo.)AT | — | Erstveröffentlichung: 13. September 2019 |

## Singles

### Als Leadmusikerin
| Jahr | Titel Album                            | Höchstplatzierung, Gesamtwochen, AuszeichnungChartplatzierungen (Jahr, Titel, Album, Platzierungen, Wochen, Auszeichnungen, Anmerkungen) | Höchstplatzierung, Gesamtwochen, AuszeichnungChartplatzierungen (Jahr, Titel, Album, Platzierungen, Wochen, Auszeichnungen, Anmerkungen) | Höchstplatzierung, Gesamtwochen, AuszeichnungChartplatzierungen (Jahr, Titel, Album, Platzierungen, Wochen, Auszeichnungen, Anmerkungen) | Anmerkungen                                                |
| Jahr | Titel Album                            | DE | AT | CH | Anmerkungen                                                |
| ---- | -------------------------------------- | --- | --- | --- | ---------------------------------------------------------- |
| 2018 | 2× M • M1 EP                           | DE49 Gold · (14 Wo.)DE | AT1 ×2Doppelplatin · (39 Wo.)AT | — | Erstveröffentlichung: 19. Oktober 2018 Verkäufe: + 260.000 |
| 2019 | Chaos M • M1 EP                        | — | AT6 Platin · (23 Wo.)AT | — | Erstveröffentlichung: 21. Juni 2019 Verkäufe: + 30.000     |
| 2019 | Alles Gute M1 EP                       | — | AT50 (1 Wo.)AT | — | Erstveröffentlichung: 23. August 2019                      |
| 2020 | Kein Tutu M                            | — | — | — | Erstveröffentlichung: 28. Februar 2020                     |
| 2020 | Wollt dir nur sagen M                  | — | AT52 Gold · (6 Wo.)AT | — | Erstveröffentlichung: 6. März 2020 Verkäufe: + 15.000      |
| 2020 | Haus M                                 | — | — | — | Erstveröffentlichung: 17. April 2020                       |
| 2020 | 1961–2017 M (Akustikversion)           | — | — | — | Erstveröffentlichung: 19. Juni 2020                        |
| 2020 | High Waist M (Extendedversion)         | — | — | — | Erstveröffentlichung: 21. August 2020                      |
| 2020 | Nur noch eine Zahl M (Extendedversion) | — | — | — | Erstveröffentlichung: 4. Dezember 2020                     |
| 2021 | Tut mir nicht leid M (Extendedversion) | — | — | — | Erstveröffentlichung: 5. Februar 2021                      |
| 2021 | Wieder ich –                           | — | — | — | Erstveröffentlichung: 13. Oktober 2021                     |
| 2021 | Paris –                                | — | — | — | Erstveröffentlichung: 15. Oktober 2021                     |
| 2022 | Funke, Flächenbrand –                  | — | — | — | Erstveröffentlichung: 4. März 2022                         |
| 2023 | Du + Ich –                             | — | — | — | Erstveröffentlichung: 16. Juni 2023                        |

### Als Gastmusikerin
| Jahr | Titel Album                             | Höchstplatzierung, Gesamtwochen, AuszeichnungChartplatzierungen (Jahr, Titel, Album, Platzierungen, Wochen, Auszeichnungen, Anmerkungen) | Höchstplatzierung, Gesamtwochen, AuszeichnungChartplatzierungen (Jahr, Titel, Album, Platzierungen, Wochen, Auszeichnungen, Anmerkungen) | Höchstplatzierung, Gesamtwochen, AuszeichnungChartplatzierungen (Jahr, Titel, Album, Platzierungen, Wochen, Auszeichnungen, Anmerkungen) | Anmerkungen                                                                                |
| Jahr | Titel Album                             | DE | AT | CH | Anmerkungen                                                                                |
| --- | --------------------------------------- | --- | --- | --- | ------------------------------------------------------------------------------------------ |
| 2021 | Sanduhr Rebell Army                     | DE71 (1 Wo.)DE | — | — | Erstveröffentlichung: 16. Dezember 2021 KC Rebell feat. Mathea                             |
| 2022 | Wenn du mich vermisst Behind the Scenes | DE18 (13 Wo.)DE | AT17 Gold · (9 Wo.)AT | — | Erstveröffentlichung: 10. Februar 2022 Verkäufe: + 15.000; Fourty feat. Mathea             |
| Folgende Lieder erschienen nicht als Single, wurden aber durch das Album zum Download und Streaming bereitgestellt und konnten somit eine Platzierung erlangen: |                                         | | | |                                                                                            |
| |                                         | | | |                                                                                            |
| 2021 | Willst du mich Musketiere               | DE— aDE | — | — | Videoauskopplung: 13. August 2021 Charteinstieg: 20. August 2021 Mark Forster feat. Mathea |

## Musikvideos
| Jahr | Titel                 | Regisseur(e)                    |
| ---- | --------------------- | ------------------------------- |
| 2018 | 2×                    | Gabriel Hyden                   |
| 2019 | Chaos                 | Max Nadolny                     |
| 2019 | Alles Gute            | Gabriel Hyden                   |
| 2020 | Kein Tutu             |                                 |
| 2020 | Wollt dir nur sagen   | Pao Phunket                     |
| 2020 | 1961–2017             | Lennart Fränkel                 |
| 2020 | High Waist            | Saymyname                       |
| 2020 | Nur noch eine Zahl    | Ramon Rigoni                    |
| 2021 | Tut mir nicht leid    | Offtheproject                   |
| 2021 | Willst du mich        | Kim Frank                       |
| 2021 | Wieder ich            | Hely Doan, Traviez the Director |
| 2021 | Paris                 | Hely Doan, Traviez the Director |
| 2021 | Sanduhr               | Daniel Zlotin                   |
| 2022 | Wenn du mich vermisst | Hely Doan, Traviez the Director |
| 2022 | Funke, Flächenbrand   | Hely Doan, Traviez the Director |
| 2023 | Du + Ich              | Sebastian Mowka, Benjamin Zech  |

## Sonderveröffentlichungen
| Jahr | Titel Album                             | Anmerkungen                                                     |
| ---- | --------------------------------------- | --------------------------------------------------------------- |
| 2021 | Willst du mich Musketiere               | Erstveröffentlichung: 13. August 2021 Mark Forster feat. Mathea |
| 2021 | Der Letzte Song Album                   | Erstveröffentlichung: 1. Oktober 2021 Clueso feat. Mathea       |
| 2022 | Sanduhr Rebell Army                     | Erstveröffentlichung: 21. Januar 2022 KC Rebell feat. Mathea    |
| 2022 | Wenn du mich vermisst Behind the Scenes | Erstveröffentlichung: 5. Mai 2022 Fourty feat. Mathea           |
| 2023 | Tränen XV                               | Erstveröffentlichung: 23. Juni 2023 RAF Camora feat. Mathea     |

| Jahr | Titel Album             | Anmerkungen                                                |
| ---- | ----------------------- | ---------------------------------------------------------- |
| 2021 | Ich will Dein Song 2021 | Erstveröffentlichung: 19. März 2021 mit Josefine Dirwehlis |

## Promoveröffentlichungen
| Jahr | Titel Album           | Anmerkungen                                                  |
| ---- | --------------------- | ------------------------------------------------------------ |
| 2021 | Der letzte Song Album | Erstveröffentlichung: 28. September 2021 Clueso feat. Mathea |

## Statistik

### Chartauswertung
|                     | DE    | AT    | CH    |
| ------------------- | ----- | ----- | ----- |
| Nummer-eins-Alben   | DE—DE | AT—AT | CH—CH |
| Top-10-Alben        | DE—DE | AT1AT | CH—CH |
| Alben in den Charts | DE1DE | AT2AT | CH—CH |

|                       | DE    | AT    | CH    |
| --------------------- | ----- | ----- | ----- |
| Nummer-eins-Singles   | DE—DE | AT1AT | CH—CH |
| Top-10-Singles        | DE—DE | AT2AT | CH—CH |
| Singles in den Charts | DE3DE | AT5AT | CH—CH |

### Auszeichnungen für Musikverkäufe
Anmerkung: Auszeichnungen in Ländern aus den Charttabellen bzw. Chartboxen sind in ebendiesen zu finden.
| Land/RegionAuszeichnungen für Musikverkäufe (Land/Region, Auszeichnungen, Verkäufe, Quellen) | Gold     | Platin     | Verkäufe | Quellen           |
| -------------------------------------------------------------------------------------------- | -------- | ---------- | -------- | ----------------- |
| Deutschland (BVMI)                                                                           | Gold1    | —          | 200.000  | musikindustrie.de |
| Österreich (IFPI)                                                                            | 2× Gold2 | 3× Platin3 | 120.000  | ifpi.at           |
| Insgesamt                                                                                    | 3× Gold3 | 3× Platin3 |          |                   |